# Charles Van Hulthem
Vous lisez un « bon article » labellisé en 2023.
Charles Van Hulthem, né le 17 avril 1764 à Gand (Pays-Bas autrichiens) et mort le 16 décembre 1832 dans la même ville, est un bibliophile belge et un homme politique français, parlementaire sous le Consulat et le Premier Empire. Sa bibliothèque, composée de plusieurs dizaines de milliers d'ouvrages, est acquise, après sa mort, par le gouvernement belge pour former une partie de la collection de la Bibliothèque royale de Belgique, qui voit le jour en 1837.
Après des études de droit et une jeunesse tournée vers la littérature et les livres, Charles Van Hulthem entre en politique dans sa ville natale comme échevin. La période est marquée par une instabilité politique, notamment la révolution brabançonne, la restauration des Pays-Bas autrichiens, suivie par la reprise de Gand par la France en 1794. Charles Van Hulthem est nommé secrétaire général de la ville l'année suivante et devient membre du jury temporaire des arts et sciences et du jury d'instruction publique du département de l'Escaut. Il occupe alors le poste de bibliothécaire de l'école centrale du département. Il contribue largement à la mise en avant des artistes flamands et à la création d'un musée et d'un jardin botanique qui, au fil des ans, deviendra l'un des plus beaux de France après celui de Paris.
En 1797, il est élu député et rejoint le conseil des Cinq-Cents, poste qu'il occupe jusqu'en 1799. Il y prend principalement la parole à propos des élections, de diverses taxes et de l'imposition de la noblesse belge. S'il reprend son rôle de bibliothécaire en 1800, il est rappelé à Paris en 1802, étant nommé membre, contre sa volonté, du Tribunat. Il occupe ce poste jusqu'en 1808, avant, l'année suivante, de devenir recteur de l'académie et école de droit de Bruxelles. Durant sa vie à Paris, il ne manque pas de célébrer les savants et artistes belges.
En 1815, il accueille favorablement la création du royaume uni des Pays-Bas, étant proche des milieux artistiques et scientifiques hollandais. Il devient greffier de la Seconde Chambre des États généraux et secrétaire provisoire, et puis perpétuel, de l'Académie royale des sciences, des lettres et des beaux-arts de Belgique, jusqu'en 1821. Il est alors élu à la Seconde Chambre des États généraux.
Lors de la révolution belge, ses appartements situés non loin du parc de Bruxelles sont saccagés et une grande partie de sa collection, comprenant des dizaines de milliers d'ouvrages, est détruite par les balles et les boulets de canon. Il retourne alors à Gand avec le reste de la bibliothèque et s'isole totalement de la vie publique. Il meurt peu après, laissant un héritage colossal, ayant accumulé d'innombrables ouvrages dont de nombreux incunables.

## Biographie

### Jeunesse et études
Charles Joseph Emmanuel Van Hulthem naît le 17 avril 1764 à Gand,,. Il est le fils de Joseph François Van Hulthem, neuvième enfant et fils cadet d'une famille patricienne anoblie par Philippe IV en 1659,, et d'Isabelle Rose Hubertine Van der Beke.
À cinq ans, il perd son père qui meurt de la variole. Sa mère veille à son éducation sous la tutelle éloignée d'un de ses oncles échevins. Charles sait lire et écrire à neuf ans, ce qui est rare à l'époque dans la population flamande,. À sa demande, il étudie pendant deux ans auprès du peintre gantois Pierre Norbert van Reysschoot, alors professeur d'architecture et de perspective à l'Académie royale des beaux-arts de Gand. C'est à cette occasion qu'il découvre une bibliothèque riche et variée, qui ne manque pas de l'influencer puisqu'il acquiert son premier ouvrage à cet âge également,,,.
La mère de Charles souhaite cependant privilégier un enseignement qui le destine au commerce, plutôt qu'aux arts. Il commence ses humanités au collège des Augustins de Gand, où il reçoit le prix d'excellence chaque année. Il quitte ce collège le 26 août 1779 pour effectuer sa dernière année, sous la supervision de Jean-Baptiste Lesbroussart, au collège royal de la ville, établi l'année précédente,,.
Il termine son premier cycle d'études à 17 ans et, en grand amateur de littérature et bibliophile, Charles souhaite entreprendre des études de philosophie à Louvain, mais sa mère refuse, l'envoyant à Lille pour des études de commerce,,. Cependant, il éprouve une insatisfaction dans ces études et souffre des limites de ses connaissances. Dans une lettre adressée à son oncle, échevin de Gand, il décrit son état, :

« Il arrive parfois que l'on se trouve avec des gens qui parlent de l'un ou de l'autre point de sciences. On est alors confus de rester court en voulant parler de ce qu'on ignore on ne fait que des sottises. J'ai été moi-même quelques-fois dans ce cas, et j'ai rougi de ne pouvoir répondre à ce que l'on me demandait et de devoir avouer honteusement que je n'y comprenais rien. »

Il fait alors part à son oncle de son désir de quitter Lille pour continuer sa formation à Paris ; cependant, le temps de trajet depuis Gand et les dangers de la grande ville inquiètent sa mère qui le lui refuse partiellement. En effet, au bout de quinze mois, Charles quitte Lille pour rejoindre la faculté de droit de l'université de Louvain,,. Il est grandement intéressé par les bibliothèques et se lie d'amitié avec le bibliothécaire de l'établissement, Jean-François Van de Velde,. Il suit les cours de Josse Le Plat, Corneille-François de Nélis, Pierre van Gobbelschroy, Jan Pieter Minckelers et de Charles Lambrechts, avec qui il garde contact durant toute sa vie,,.
À partir de 1785, il commence à voyager dans les Provinces-Unies, visitant les bibliothèques et cabinets d'histoire naturelle et il rencontre le savant Jean-Noël Paquot, qui lui offre en 1812 ses précieux manuscrits,. Durant l'été 1787, il accomplit un voyage dans les Pays-Bas autrichiens et visite le duché de Luxembourg, le comté de Namur, la principauté de Liège et le duché de Limbourg.
En 1788, il est diplômé bachelier en droit, n'ayant pas obtenu une licence car il n'a pas fréquenté les leçons académiques pendant le temps requis par le règlement. Il est néanmoins choisi par Joseph II pour aller étudier à Vienne et revenir enseigner l'histoire de la Belgique à l'université. Il n'accepte pas ce poste, ni celui de bibliothécaire de l'université, car il souhaite conserver son indépendance,. Son idée n'est pas de pratiquer le droit mais de trouver un poste dans des fonctions honoraires dans la magistrature.

### Début de sa carrière politique

#### L'échec de la révolution brabançonne

Les éphémères États belgiques unis créés à la suite du traité d'Union après la mise en échec des Autrichiens.

La révolution brabançonne débute en 1787, se poursuit par l'expulsion violente des troupes autrichiennes fin 1789 et se termine par le retour de celles-ci fin 1790. De 1787 à 1791, on assiste à une « explosion de la littérature politique », des « pamphlets » contre les mesures autoritaires de Joseph II, destinées à réformer de fond en comble la vie sociale, religieuse, politique et administrative,. Charles se montre un fervent partisan de la révolution, mais n'y participe pas activement. Il reste en retrait, en tant qu'« homme éclairé, cherchant à être utile pour sa patrie »,. Il est toutefois un partisan de Jean-François Vonck , révolutionnaire libéral qui souhaite l'abolition de la féodalité contre l'autre leader de la révolution, le chef de file des conservateurs Henri van der Noot.
En novembre 1789, les troupes brabançonnes prennent la ville de Gand lors des quatre journées de Gand et le Collace de Gand (aussi appelé Collège des Échevins), organe représentatif, en profite pour se reformer : 49 membres, dont Charles Van Hulthem, sont élus par le peuple,,. Les changements proposés par la Collace l'opposent aux États de Flandre, et Charles est alors nommé parmi les élus chargés de mener les discussions.
Cependant, en novembre de l'année suivante, Gand est reprise par les armées impériales afin de restaurer les Pays-Bas autrichiens. Le Collace est préservé et Charles est chargé de rapporter à Florimond de Mercy-Argenteau les idées démocratiques souhaitées par les élus. Il le rencontre le 31 janvier 1791 à La Haye et le diplomate lui promet son appui auprès de l'Empereur Léopold II. Cependant, il ne donne aucune suite à ces demandes.
Dans son rapport, Charles van Hulthem « supplie le Prince de permettre au Peuple d'élire ses représentants », refusant que le Magistrat, les échevins de la Keure et du Parchons ne soient nommés que par le Prince. Il attire également l'attention sur une réforme nécessaire de la Justice, afin d'établir des procédures comprenant des délais, le recours à un avocat, la constitution d'un jury, la possibilité de faire appel et d'obtenir que les détenus soient traités humainement. Enfin, il conclut son mémoire sur les besoins de réformer l'enseignement afin de faciliter l'accès populaire à l'instruction.
Dans le cadre de la restauration, en 1791, le collège des Échevins est réinstallé et Charles Van Hulthem est déplacé à la Keure. Pourtant, il ne séjourne plus à Gand dès juin 1791 et part pour Reims afin d'y obtenir sa licence en droit,,. Peu de temps après, il part à Paris, ce qui laisse supposer qu'il achète sa licence comme l'Université de Reims le permet alors. À Paris, il se lie d'amitié avec divers bibliothécaires français (Barthélemy Mercier de Saint-Léger, Joseph Van Praet, Gaspard Michel), côtoie plusieurs révolutionnaires (Jean-Sifrein Maury, abbé Grégoire, Maximilien de Robespierre, Charles-Maurice de Talleyrand-Périgord, etc.) et assiste dans la tribune réservée au public à de nombreuses séances de l'assemblée constituante,,. Il ne revient à Gand qu'en février 1792, dans un climat de tensions importantes en opposition au régime autrichien.

#### Échevin de la Keure
Le 26 octobre 1792, le français Charles François Dumouriez émet une proclamation à Valenciennes afin d'inciter les Belges à se soulever contre les Autrichiens. À la suite de la bataille de Jemappes, le Magistrat de la ville de Gand envoie une délégation afin de remettre les clé à Dumouriez et affiche son manifeste en deux langues, affirmant que « le peuple est libre et dégagé de l'esclavage de la Maison d'Autriche ». Le Magistrat et la Keure reçoivent alors l'ordre de faire élire 49 représentants par le peuple, cependant ils tentent une manœuvre politique afin d'empêcher la mise en place des élections. Le 28 novembre 1792, le commandement militaire déjoue la tentative et soumet à approbation populaire une liste de 60 représentants, incluant Charles Van Hulthem en septième position.
Sans être consulté pour cela, il devient donc l'un des représentants provisoires formant le Conseil. Charles, alors âgé de 28 ans, manque d'expérience politique et ne joue pas un grand rôle. De plus, il ne semble pas s'intéresser aux affaires politiques et consacre son attention à l'académie de dessin dont il est toujours directeur. Le 13 février 1793, les échevins démissionnent et le Conseil des représentants provisoires vote en faveur du rattachement de la ville de Gand à la France.
Cependant, les troupes autrichiennes reprennent la Belgique et rétablissent l'autorité impériale à Gand le 29 mars 1793, et replacent un Magistrat qui nomme Charles Van Hulthem comme échevin de la Keure. Mais, tout comme en 1791, il n'occupe pas réellement le poste.
En effet, au mois d'août 1793, il entreprend un voyage en Hollande de deux mois où il rencontre de nombreux savants (Sebald Justinus Brugmans, Gerard Sandifort, Jean Henri van Swinden) et personnalités publiques (Jean Meerman van Dalem et Vuren, Paulus van der Heim), visitant notamment les bibliothèques et les jardins botaniques. Il profite de ce voyage pour étendre le champ de ses connaissances et développer de nouvelles relations.

#### Réoccupation française

Les départements français en 1811.

En 1794, après la bataille de Fleurus, la ville de Gand est reprise par les Français et une contribution militaire de six millions de francs est exigée. Le 2 Brumaire an III (23 octobre 1794), des représentants du peuple ordonnent au commissaire civil nommé en Flandre de saisir des otages à Gand pour s'assurer du paiement de la contribution. Le 28 octobre 1794, 25 personnalités gantoises, dont Charles, et 22 religieux sont arrêtés et envoyés à Amiens,.
D'abord éparpillé dans les auberges, le groupe se scinde en deux : les religieux s'installent dans l'ancien cloître de la Providence et les 25 autres louent une maison à proximité de la cathédrale. Ils indiquent alors au commandant d'Amiens se porter garants, l'un pour l'autre, de ne pas quitter la ville et jouissent dès lors d'une grande liberté. Charles Van Hulthem est alors nommé bibliothécaire du groupe. Le 9 janvier 1795, il reçoit un avis que son rappel en Flandre est accordé, cependant il n'y retourne pas immédiatement. Après le 9 Thermidor, il quitte Amiens avec Joseph Kervyn de Lettenhove pour se rendre à Paris,,. Toutefois, Fernand Leleux donne une autre version de son séjour à Paris en s'appuyant sur les notes manuscrites que Charles Van Hulthem pose sur un catalogue de livres d'estampes dont il fait l'acquisition :

« Cette collection est une des plus considérables qu'un particulier ait jamais rassemblée […] et elle forme aujourd'hui le fonds d'un riche recueil d'estampes […]. Je l'ai vu dans le grand détail avec beaucoup de plaisir pendant les quatre premiers mois de 1795, étant alors en otage à Paris, pour la contribution militaire de la ville de Gand, et après avoir passé deux mois à Amiens pour le même motif. »

Fernand Leleux suggère la probabilité d'un séjour forcé dont Charles tire profit en passant cinq à six heures par jour à la découverte de livres. Il fréquente assidûment la Bibliothèque nationale, se découvre une passion pour les gravures et les ouvrages illustrés de planches, dont il devient un grand collectionneur et assiste même à l'exécution d'Antoine Fouquier-Tinville,. Il assiste également en tant qu'auditeur libre à des cours à l'École normale supérieure, ouverte le 20 janvier 1795. Dans ses notes, il évoque les cours de nombreux savants auxquels il assiste (Pierre-Simon de Laplace, Gaspard Monge, Alexandre-Théophile Vandermonde, Jacques-Henri Bernardin de Saint-Pierre, Claude-Louis Berthollet, etc.). Il reste notamment longtemps en contact avec André Thouin qui lui remet, plus tard, une précieuse collection de semences pour le jardin botanique de Gand.

#### Retour à Gand
Il retourne à Gand vers la fin du mois de mai, chassé par la famine, avec six grandes caisses de livres. Le lendemain de son retour, une nouvelle municipalité se forme et il y est nommé secrétaire adjoint,. Cependant, sa nomination déplait car il est considéré comme trop modéré par l'opinion révolutionnaire gantoise qui le discrédite en le qualifiant de « terroriste qui depuis sept ans, est poursuivi par les aristocrates et royalistes philanthropes ».
Ce poste lui permet d'agir pour la conservation de divers œuvres et monuments qui n'ont pas été envoyés à Paris,. On lui doit ainsi la préservation du patrimoine de la ville de Gand, contrairement à d'autres villes comme Anvers, Bruges ou Liège,. Il fait adresser, par la municipalité de Gand, une lettre aux responsables des églises, abbayes et couvents afin que ceux-ci fassent disparaitre les signes de royauté et de la féodalité sous peine de les voir confisqués au profit de la République. Il adjoint à ce courrier des directives précises afin d'assurer la préservation des patrimoines risquant un vandalisme.
Devant un nouvel emprunt demandé à la ville par la jeune République, qu'il considère comme vexatoire et injuste après celui de 1794, il démissionne en décembre 1795. Plusieurs collègues et d'autres élus de la municipalité démissionnent ou refusent de siéger lors des séances, forçant la municipalité à se déclarer dans l'impossibilité de prendre en charge la répartition de la cotisation. Face à cet acte, Grégoire Du Bosch met Charles Van Hulthem et deux de ses collègues en état d'arrestation pour conspiration contre la République. Cependant, ces mesures provoquent un soulèvement en ville dès le lendemain, ce qui force Du Bosch à revenir sur son arrêté de la veille.

### Investissements à Gand

#### Expositions de l'académie de dessin de Gand

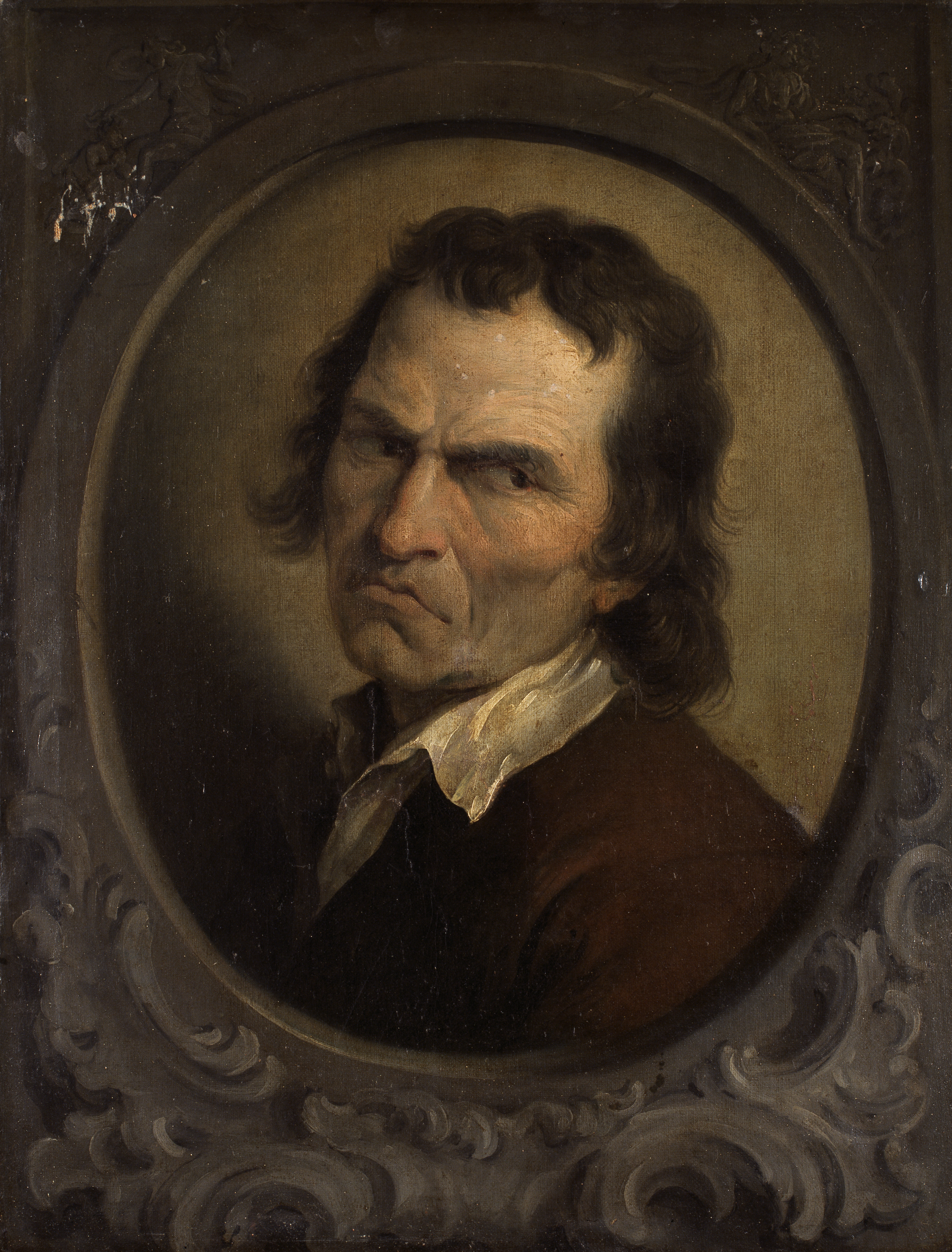
De minachting van de haat (Le mépris de la haine), Ernest-Joseph Bailly, 1792.

Amateur d'art et grâce à son éducation artistique, il devient directeur de l’Académie de dessin de Gand après son retour en février 1792 et contribue à diverses expositions. Son souhait est de mettre à l'honneur les peintres vivants et valoriser l'héritage des primitifs flamands. Il estime que les œuvres des artistes vivants sont trop dispersées et met en place une première exposition et un concours à leur intention. Douze artistes prennent part à ce concours et le prix est décerné à Ernest-Joseph Bailly pour son portrait Le mépris de la haine. L'exposition accueille quant à elle 41 artistes flamands et amateurs qui présentent 119 tableaux et dessins. Parmi ces œuvres, on remarque notamment des tableaux de Jean-Bernard Duvivier, Joseph-Benoît Suvée, Jean-François Legillon ou encore Anna-Maria van Reysschoot. Une seconde exposition est prévue en 1794, cependant la situation politique et sa capture en tant qu'otage mettent un terme au projet qu'il ne reprend qu'en 1796, après avoir quitté la municipalité. L'Académie de dessin de Gand ne jouit alors que d'un champ d'action limité par une situation financière précaire, comme le souligne Charles Van Hulthem dans un courrier :

« L'Académie ne se soutenait que par des souscriptions volontaires de particuliers et la contribution de quelques corps administratifs et ecclésiastiques qui, depuis deux ans, ont pour la plupart refusé de payer. »

Il soumet une pétition au ministre de l'Intérieur pour l'octroi d'un crédit annuel de 400 livres pour permettre le fonctionnement de l'institution et reçoit vraisemblablement une suite favorable. Sur cette base, il organise un concours qui précède l'exposition sur le thème de « l'histoire héroïque de la Grèce ». Cette formule, déjà employée en 1792, se réitère tous les deux ans et perdure jusqu'en 1844. Ces expositions contribuent au réveil du sentiment artistique en Flandre. L'exposition de 1796 connait un plus grand succès que celle de 1792 grâce à l'appui des milieux officiels, mais attire des artistes de moins grande renommée.

#### Création d'un musée et d'une bibliothèque publique
Après son exposition de 1796, un jury temporaire des arts et sciences est créé et Charles Van Hulthem en est nommé secrétaire et membre du jury d'instruction publique du département de l'Escaut, ce qui lui permet de fonder la bibliothèque publique et le musée des arts selon la loi Daunou et d'y inclure divers livres et tableaux récupérés dans les couvents. Il envisage tout d'abord d'installer le musée dans l'abbaye de Baudeloo, mais la situation se complexifie.
Le 14 avril 1797, un arrêté menace de réquisition les cloches de l'abbaye pour fabriquer des canons et Charles Van Hulthem n'hésite pas à outrepasser ses fonctions pour les préserver. En tant que président du jury, il n'a pas la qualité de prendre une décision qui va à l'encontre d'un arrêté. En parallèle, il fait parvenir un courrier au Ministre de l'Intérieur Pierre Bénézech afin d'argumenter en faveur de la préservation des œuvres d'art et obtient gain de cause.
Cependant, l'abbaye de Baudeloo n'est pas assez spacieuse pour accueillir la collection et c'est finalement l'abbaye Saint-Pierre qui est transformée en musée d'art. La décision est actée par la municipalité le 20 mai 1797 et le musée devient une institution nationale confiée aux soins du département de l'Escaut. Malheureusement, il faut attendre le 22 novembre 1802 pour que le musée ouvre ses portes, il expose alors 221 tableaux et 15 sculptures. En 1809, le musée est transféré dans la grande salle de l'ancien couvent des Augustins (Gand) (nl) et Charles Van Hulthem continue de s'y intéresser jusqu'à sa mort, puisqu'il fait encore don en 1832 de cinq tableaux.
Parallèlement au musée, Charles fait annexer la bibliothèque à l'école centrale du département dont il devient officiellement bibliothécaire le 2 mai 1797,,. Cependant, il ne peut mener à bien sa mission puisqu'il est également nommé député au Conseil des Cinq-Cents et demande à ce qu'un autre bibliothécaire soit nommé. Il récupère son poste en 1800 après s'être retiré des affaires publiques. Le 23 mars 1804, l'école centrale est supprimée et la bibliothèque est cédée à la ville. Bien que Charles quitte la direction de la bibliothèque définitivement en 1810, il joue un rôle prépondérant dans son transfert vers la nouvelle Université de Gand en 1818.

#### Jardin botanique
En 1796, le jury temporaire des Arts et des Sciences, dont il est secrétaire, envisage un projet de création de jardin des plantes et sonde les différents terrains pour déterminer le meilleur choix. Le potager de l'abbaye de Baudeloo est envisagé, mais celui-ci ne comporte que peu d'espèces. Le jury fait alors appel aux amateurs afin qu'ils proposent des plans pour ce futur jardin public tandis que Charles Van Hulthem espère obtenir quelques graines et semences d'André Thouin, alors Directeur du jardin national des plantes de Paris, et qu'il a rencontré à Paris durant son séjour forcé. Cependant, son intervention dans le projet est interrompue par sa nomination au Conseil des Cinq-Cents en 1797.
Lors de ce passage à Paris, il suit des cours de botanique donnés par René Desfontaines, et d'agriculture donnés par André Thouin et Frédéric Cuvier. Il contribue à des expériences avec Antoine-Laurent de Jussieu dans les environs de Paris,,. Il profite de son séjour pour recopier le catalogue dressé par Thouin de toutes les espèces cultivées au jardin des plantes de Paris et fait envoyer à Gand des greffes et des boutures le 30 mars 1805. Cette même année, André Thouin lui remet plusieurs caisses de plantes rares, 600 espèces d'arbres fruitiers et une importante quantité de graines afin qu'il en dispose pour le jardin botanique de Gand (nl).
Charles bénéficie de nombreux autres donations comme celle de la nièce du botaniste Louis Guillaume Le Monnier dans laquelle se trouvent des plantes extrêmement rares pour l'époque (Magnolia auriculata et Prunus prostrata) ou encore d'André Michaux et de Joseph de Salm-Reifferscheidt-Dyck. Il profite surtout du passage de l'impératrice Joséphine à Gand, en 1803, pour lui faire découvrir le jardin botanique de Gand. Elle lui fera don de centaines d'arbres et fleurs issues de ses serres de Malmaison.
Charles Van Hulthem devient secrétaire de la société botanique de Gand, qui est créée en octobre 1808 et est l'une des premières du genre. Après la suppression du Tribunat dans lequel il prend part, Charles Van Hulthem revient à Gand et reprend la direction du jardin botanique après 1810 qui devient l'un des plus beaux de France après celui de Paris,,. En 1816, il est nommé président de la société d'agriculture et de botanique de Gand et conserve ce titre jusqu'à sa mort. En cette qualité, il continue le développement du jardin botanique et le met à disposition de la nouvelle université de Gand après le 20 janvier 1818. Il organise des expositions botaniques sous la houlette de la Société Royale d'agriculture et celles-ci acquièrent une grande renommée. Le botaniste Barthélemy Dumortier lui dédie, en 1824, un nouveau taxon, sous le nom d'Hulthemia.

### Membre du Conseil des Cinq-Cents
Avant la tenue des élections du Conseil des Cinq-Cents pour lequel neuf sièges sont prévus pour le département de l'Escaut, trois assemblées primaires sont instituées à Gand et Charles Van Hulthem est nommé président de celle du canton Nord de la Ville. Dans son discours électoral, Charles souligne l'importance du vote pour le maintien des libertés de chacun et invite à « choisir des citoyens fermement attachés à la loi et à la Constitution ». Il dévoile un programme critique à l'égard des institutions existantes et de la faible attention portée à un bon système éducatif. Il n'hésite pas à détailler les carences des hommes au pouvoir à Gand et condamne de manière indirect l'esprit partisan des jacobins sectaires :

« La réparation des ponts et des grandes routes, l'entretien des canaux, la lutte contre la mortalité du bétail qui a cause de si grands ravages, le payement des anciennes dettes du pays, l'édification de nouveaux hôpitaux, [...] en un mot, tout ce qui peut amener la richesse, l'abondance et le bonheur dans le pays terriblement éprouvé par diverses révolutions et par la guerre, sera le sujet de leur zèle patriotique et de leurs soucis constants. »

Il est élu député le 13 avril 1797. Il y prend principalement la parole pour donner son opinion sur les élections de ce département. Le 17 juillet 1799, il s'oppose à la triple taxe des nobles dans l'emprunt forcé qu'il considère « à tous égards inconstitutionnelle, injuste et impolitique ». Il fait notamment valoir l'article 306 de la Constitution et l'article XVI de la Déclaration des Droits de l'Homme qui veut que « les contributions de toute nature soient réparties entre tous les contribuables à raison de leurs facultés ». En tant que représentant du département de l'Escaut, il s'indigne à l'idée que les nobles de Belgique soient astreints à cet impôt alors qu'ils n'ont pas pris part à l'armée des émigrés, ni à l'appel de l'Empereur d'Autriche, ni aux guerres des Paysans.
Durant cette période à Paris, il assiste aux différentes sessions du conseil mais est également inspecteur de l'imprimerie nationale de Paris,.
Il se retire des affaires publiques début 1800 et rentre à Gand début juin, où il récupère son rôle de bibliothécaire et ne manque pas de ramener de nombreuses caisses de livres de Paris,,. Lors de la constitution du nouveau conseil général de Gand, il est nommé secrétaire et endosse cette fonction jusqu'à sa nomination au Tribunat.

### Membre du Tribunat

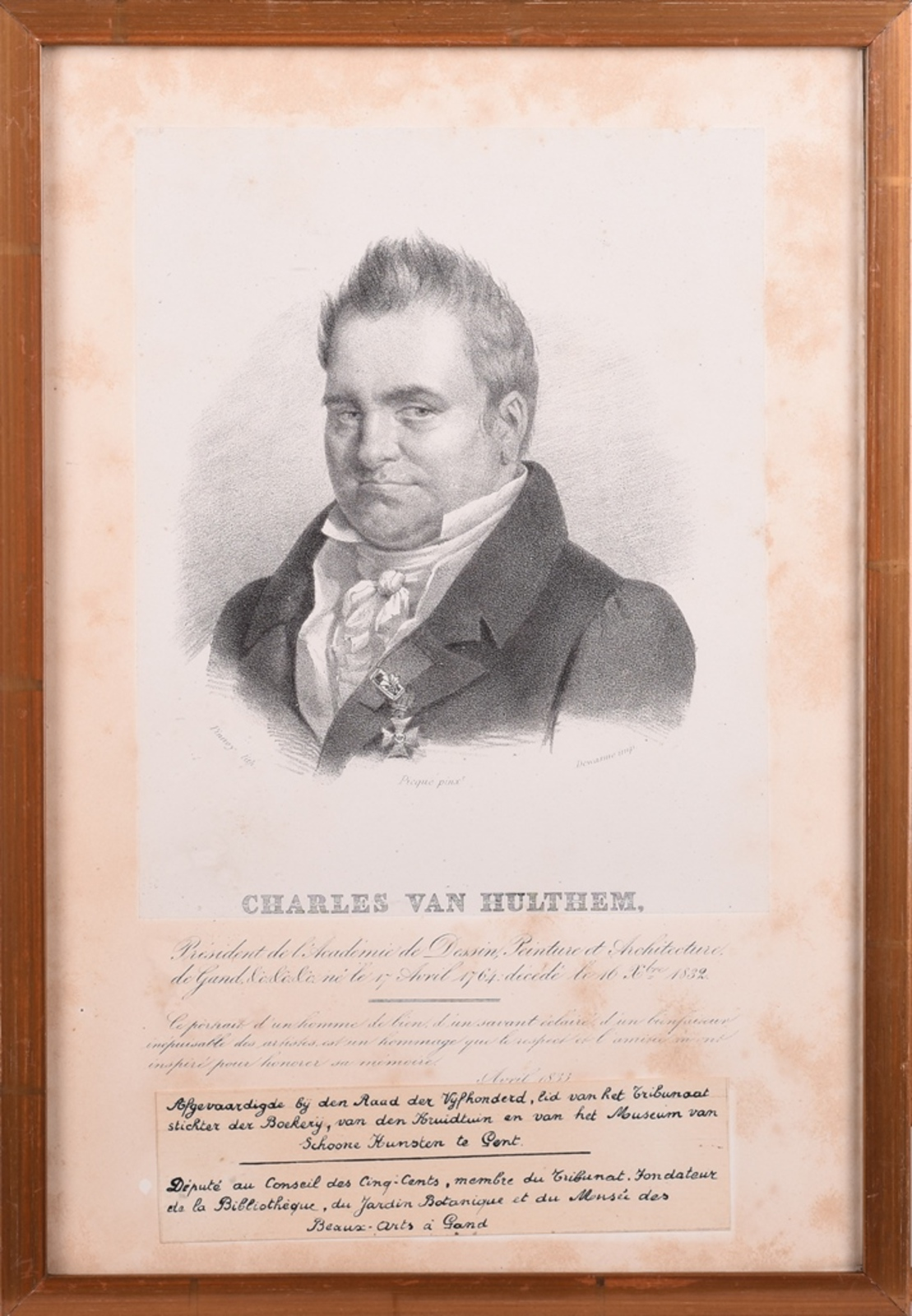
Lithographie réalisée à partir d'un portrait peint par Charles Picqué.

Alors qu'aucun Belge ne fait partie du Tribunat depuis sa formation, Charles Lambrechts, ancien Ministre du Directoire et ami de Charles Van Hulthem, le recommande afin qu'il y obtienne un siège. Il est ainsi nommé membre le 27 mars 1802, sans l'avoir sollicité, à l'occasion d'un renouvellement partiel de ses membres,. Il entre dans une institution qui déplait alors à Napoléon Ier et dont les interventions sont limitées. On relève toutefois des interventions décisives de la part de Charles Van Hulthem.
Membre de la section de l'intérieur, il prend systématiquement part aux questions qui relèvent des projets de lois et défend ces projets et observations au Conseil d'État. Il est également chargé de tous les rapports sur les affaires de Belgique, notamment sur des questions de travaux publics. Il soutient notamment le maintien de politiques protectionnistes sur le plan commercial et la mise en place d'une imposition directe et indirecte.
Le 3 mai 1803, il défend la réouverture d'un canal de navigation entre Charleroi et Bruxelles et souligne l'intérêt d'un tel projet sur le reste de territoire. Par cette participation, il permet de rétablir le port d'Anvers et l'ouverture du canal de l'Escaut au Rhin,,. Le 28 mars 1804, Christophe-Guillaume Koch appuie le rapport de Van Hulthem et défend un projet de loi visant à réparer les digues de Blankenberghe et le port d'Ostende,.
À Paris, il ne manque pas de réunir des savants et artistes belges (Ferdinand-Marie Delvaux, Jean-Robert Calloigne, François-Joseph Fétis ou Henri-Joseph Rutxhiel) et organise des fêtes en leur honneur,. Il suit également de nombreux cours, dont ceux de botanique donnés par René Desfontaines, et d'agriculture donnés par André Thouin, Frédéric Cuvier ou contribue à des expériences avec Antoine-Laurent de Jussieu,.
Il reçoit le titre de chevalier de la Légion d'honneur le 26 novembre 1803 pour l'encouragement de l'industrie, même s'il vote contre l'élévation de Napoléon Bonaparte à la dignité impériale,. Ce dernier voulait d'ailleurs nommer Charles Van Hulthem au Sénat, mais n'ayant pas les 40 ans requis par la Constitution, à quatre mois près, celui-ci s'avère inéligible,. C'est Charles qui le fait lui-même remarquer au vice-président du Sénat, Jean Fabre de La Martillière :

« Étant un des trois candidats présentés par le Premier Consul pour le Sénat, je crois qu'il est de mon devoir de vous faire observer qu'il me manque quatre mois pour avoir l'âge requis, étant né le 17 avril 1764. »

En conséquence, le décret du 30 septembre 1807 place Charles Van Hulthem dans l'instruction publique. Cependant, la décision ne prendra pas effet immédiatement et il ne tarda pas à entrer en contact avec l'académie de Bruxelles et de l'école de droit dont il devient recteur le 24 août 1809,,.

### Vie à Bruxelles

#### Rectorat de l'université impériale de Bruxelles

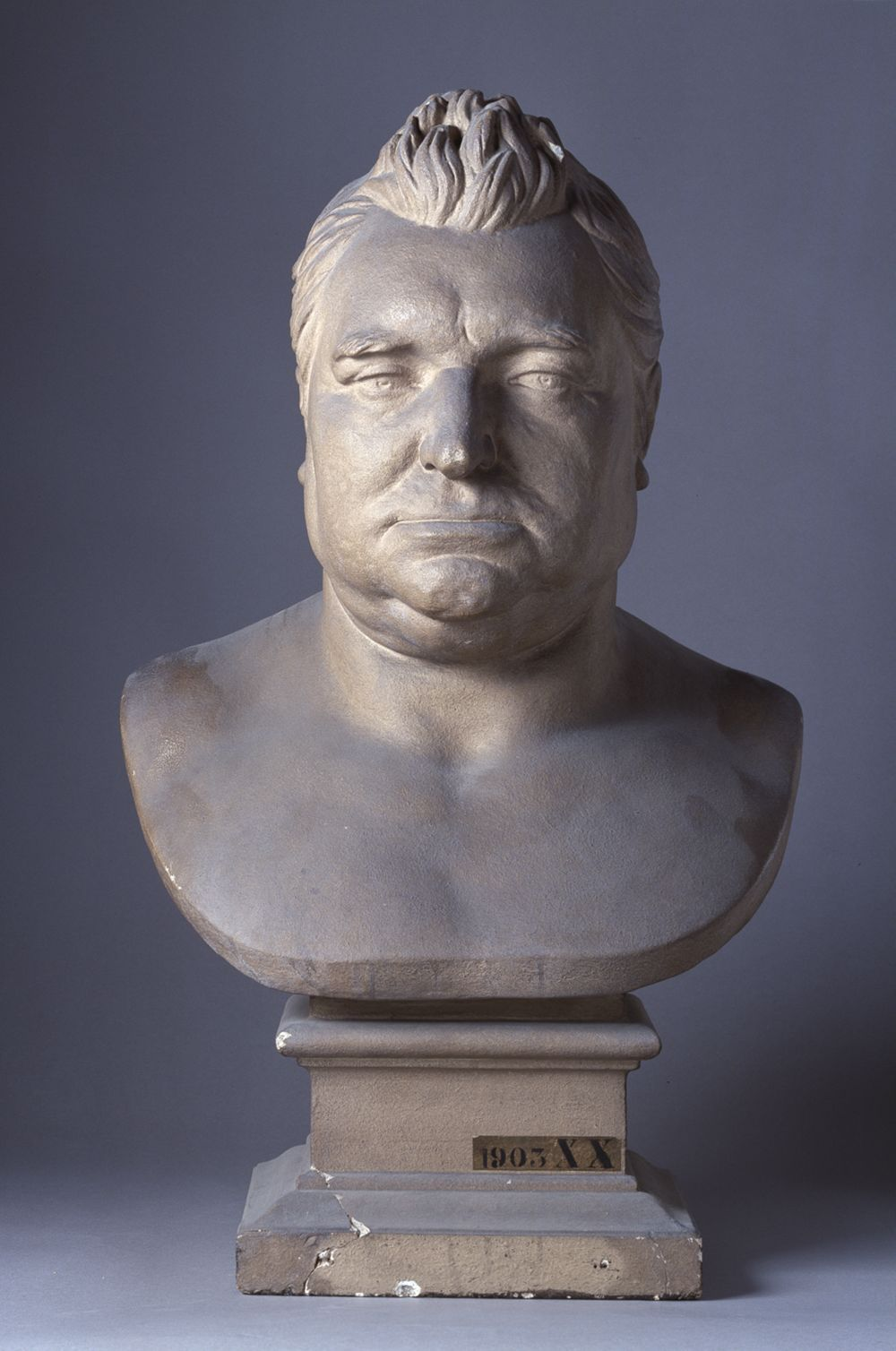
Buste de Charles Van Hulthem par Paul De Vigne.

Charles Van Hulthem rencontre plusieurs difficultés durant son rectorat où certaines directives sont opposées à ses opinions. En mars 1809, le grand-maître de l'Université lui demande de faire un relevé des écoles primaires des départements et Charles achève la liste en 1811. Quelques mois plus tard, le 15 novembre 1811, un décret accentue le monopole universitaire en supprimant l'enseignement libre.
Il est également chargé de coordonner les inspections scolaires dans les départements et d'en faire le rapport auprès du grand-maître. À la suite du détachement de la Belgique à la France, aucune réforme ne découle de ces différentes inspections et Charles Van Hulthem est accusé de paresse et d'incompétence en matière administrative par ses opposants politiques. Le registre de correspondance qui se trouve aux archives nationales démontre cependant une vaste prise en charge des affaires administratives des établissements scolaires du département jusqu'au 29 novembre 1813.
Charles concentre ses efforts sur l'enseignement secondaire, en accord avec les idées impériales qui ne favorisent pas l'instruction : « Les paysans et les ouvriers devaient rester ignorants ; c'était le moyen de les maintenir facilement dans l'obéissance ». De plus, le programme visé par le décret portant organisation de l'université du 17 mars 1808 et qui permet d'améliorer l'enseignement dans les écoles primaires n'est pas exécuté dans les départements belges.
Il pousse à l'apprentissage du latin, délaissé depuis la Révolution française,. Il met en place un prix qui récompense le meilleur discours et le meilleur poème rédigés en latin. Cependant, Charles est réprimandé le 25 mars 1812 par le grand-maître :

« Je rends justice à vos intentions qui sont très louables, mais je ne puis me dispenser de vous rappeler ma circulaire du 10 novembre 1810 par laquelle il est expressément demandé aux recteurs de ne rien imprimer sans mon autorisation formelle et spéciale. Je vous observe, en outre, qu'il n'appartient à aucun fonctionnaire de l'Université de prendre, sans me consulter, des arrêtés règlementaires sur l'enseignement. »

En tant que recteur, il n'en est pas à sa seule initiative sans consultation. En effet, par sa position, la vie culturelle des départements est placée sous son autorité. Il en profite pour proposer à plusieurs préfets, le 26 février 1810, de créer la société des sciences des lettres et des arts. Afin de financer l'initiative, il demande l'aide financière aux collectivités, via les Préfets, par un subside de 2 000 francs. Cependant, ils ne disposaient pas de ces ressources et l'initiative est abandonnée. Malgré cet échec, il fonde en 1811, avec Charles-Joseph d'Ursel, une société des Beaux-Arts à Bruxelles,.
En 1812, au passage des inspecteurs de Paris, Charles offre sa démission, mais elle lui est refusée. Il réitère sa demande en 1813 et celle-ci est acceptée le 7 août 1813 et actée par un arrêté le 25 août qui le nomme recteur honoraire de l'Académie de Bruxelles.

#### Mauvaise gestion de la bibliothèque de Bruxelles
Charles Van Hulthem a régulièrement endossé des rôles en lien avec la gestion des bibliothèques, des fonctions de bibliothèques ou de conservateur. La controverse la plus notable se déroule à Bruxelles. En 1815, il devient conservateur de la bibliothèque des ducs de Bourgogne . En mars 1826, un incendie se déclare et menace les manuscrits. Cependant, Charles Van Hulthem est alors à Gand et a emporté, avec lui, les clés des armoires. On parvient à briser les scellés et sauver les manuscrits (dont des incunables) en les jetant par la fenêtre, mais « la postérité ne lui pardonnera jamais de n'avoir pas été sur les lieux pour sauver les objets précieux dont il avait seul connaissance ».
Pierre van Gobbelschroy charge un archiviste adjoint de mener l'enquête sur l'inventaire des manuscrits et la gestion de la bibliothèque. Le rapport accuse Charles de négligence et de mauvaise gestion. Il décrit que l'organisation de la bibliothèque se trouve « dans la plus grande confusion », pointant la quantité de volumes provenant des abbayes qui gisent à même le sol.
En conséquence, il est déchargé de cette fonction le 16 janvier 1827 et un nouveau conservateur est nommé avec un traitement adopté, ce qui n'a pas été le cas lorsque Charles occupe les fonctions. Il n'aurait en réalité pas bénéficié de rémunération durant ses fonctions de conservateur.

### Création du royaume uni des Pays-Bas

#### Faible implication politique

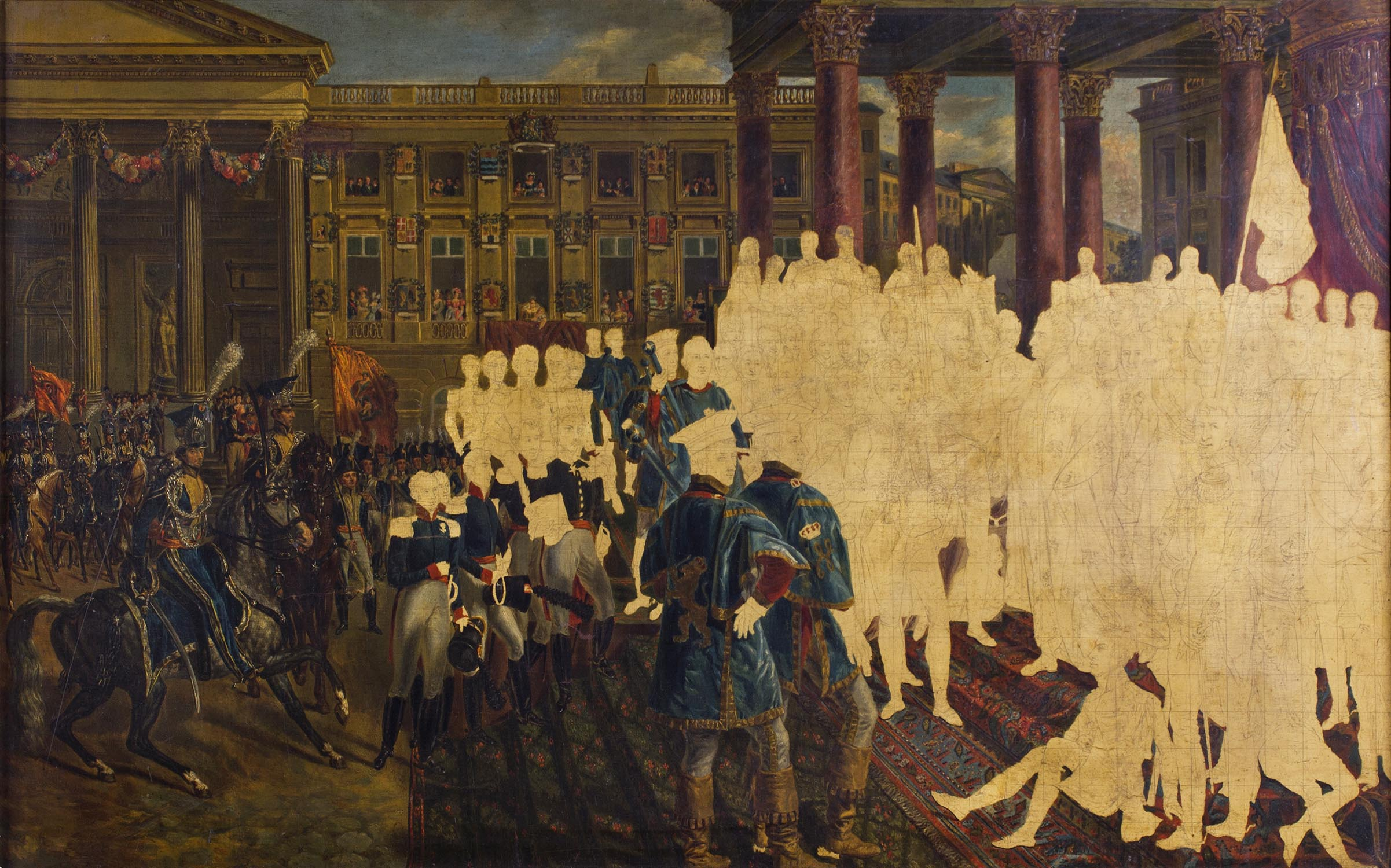
Charles Van Hulthem se trouve dans la partie inachevée du tableau de Joseph-Denis Odevaere, exposé au musée de la ville de Bruxelles.

Hostile à la politique de Napoléon, il accueille fort bien les alliés, et la création du royaume uni des Pays-Bas en 1815,,. Il est déjà membre de nombreuses associations néerlandaises et entretient de nombreuses correspondances avec des savants du pays,. Il est notamment membre de la Société des sciences d'Harlem, de la Société zélandaise des sciences de Middelbourg ou encore de la Société de littérature nationale de Leyde,.
Il devient greffier de la Seconde Chambre des États généraux,,. Charles Van Hulthem est d'ailleurs représenté par Joseph-Denis Odevaere, dans son œuvre inachevée dédiée au couronnement de Guillaumer 1er,,. Il est nommé, dès la création de l'ordre en 1815, chevalier de l'ordre du Lion de Belgique,.
En 1821, il est élu et siège à la Seconde Chambre des États généraux,. Il prend part aux différents votes et débats sur la séparation de la Belgique et des Pays-Bas et présente une attitude modérée dont les avis alternent en faveur du gouvernement néerlandais et des patriotes belges. Il est de plus en plus fréquemment absent aux différentes séances à partir de 1829.

#### Implication dans le milieu universitaire
En 1817, il devient secrétaire provisoire, et puis l'année suivante secrétaire perpétuel, de l'Académie royale des sciences, des lettres et des beaux-arts de Belgique, poste duquel il démissionne en 1821,,,. Des contemporains se montrent très critiques à l'égard de Charles et considèrent qu'il aurait très mal rempli ses fonctions. Charles François Antoine Morren indique qu'« il avait pris dans ses fonctions une singulière habitude, c'était de ne jamais rédiger de procès-verbal ». Charles produit toutefois neuf mémoires couronnés par l'Académie durant ses fonctions.
Si le gouvernement le nomme également curateur de l'université de Louvain en 1817, il n'est pas heureux et désire occuper le même poste, mais dans sa ville natale, à l'université de Gand, ce qui arrive quelques années plus tard, en 1823,,.

### Révolution belge et décès

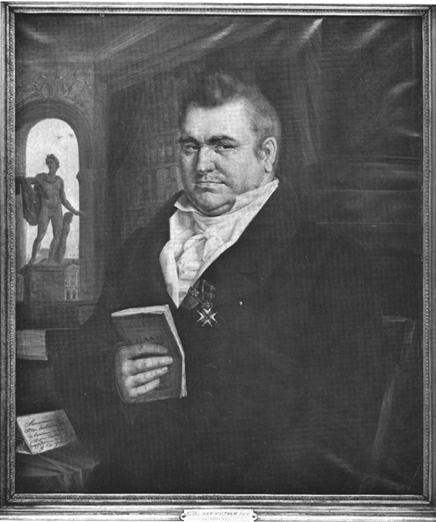
Portrait de Charles Van Hultem, réalisé à titre posthume par Charles Picqué en 1833.

En 1830 éclate la révolution belge. Si Charles Van Hulthem craint pour sa liberté et sa vie, c'est sa grande bibliothèque qui est sous la menace,. Les combats se déroulent près de ses appartements de Bruxelles, dans le parc de Bruxelles, et sa collection est ravagée.
Le général Juan Van Halen s'y installe et en fait son quartier-général. Le drapeau belge est érigé au sommet du bâtiment et les volontaires se protègent des canons et boulets tirés depuis le Parc derrière des caisses de livres,. Les tirs se concentrent également sur les appartements de Van Hulthem. Fernand Leleux décrit que « les livres volaient de toute part dans la rue, emportés par la mitraille. On en trouvait jusqu'au bas de la Montagne du Parc. Le précieux médailler de Van Hulthem jonchait le sol ».
Charles Van Hulthem retourne à Gand avec les restes de ses livres, afin de restaurer entre 20 000 et 22 000 volumes de sa bibliothèque. Le nombre de livres perdus est inconnu.
Il s'isole alors dans sa bibliothèque, ne recevant que quelques amis intimes,. Ne se déplaçant que peu, il prend du poids et meurt célibataire le 16 décembre 1832 d’une apoplexie foudroyante, à l'âge de 68 ans,. L'annonce de sa mort suscite une vive émotion dans toute la Belgique et la presse indique que « les lettres, les arts et les sciences » sont en deuil. Ses funérailles se déroulent le 20 décembre à l'Église Saint-Nicolas de Gand et sont suivies par d'innombrables personnalités de la ville de Gand, de sociétés savantes et plus de 200 étudiants de l'université,.

## Bibliothèque personnelle

### Constitution de la bibliothèque
Charles Van Hulthem acquiert son premier livre à l'âge de 9 ans, Inleiding tot de algemeene teykenkonst de Willem Goeree (nl),. Sur la page de garde, on retrouve l'inscription : « C'est le premier livre que j'ai acheté en 1773, ayant alors neuf ans ; il a été suivi d'un nombre considérable d'autres ouvrages,. »
Les événements et les fonctions qu'endosse Charles Van Hulthem servent à la constitution de cette bibliothèque notamment lors des différentes confiscations de livres dans les couvents sous le règne de Joseph II ou encore sous le régime révolutionnaire français. Il profite également de ses différentes fonctions en lien avec la culture, les bibliothèques ou leur conservation pour effectuer des acquisitions. Cependant, les exemplaires les plus précieux proviennent du grand bouleversement de la Révolution française et de ses relations avec la haute noblesse.
Une grande partie de sa richesse passe dans l'achat ou l'entretien des ouvrages - il dépense plus de 70 000 francs (soit 472500 euros actuels) en reliure, de 1820 à 1830. La collection comporte de nombreux ouvrages portant des armoiries royales ou des signatures prestigieuses,. Cependant, le montant alloué à cette bibliothèque est spéculatif et Fernand Leleux estime que Charles Van Hulthem consacre en moyenne 6 300 francs (soit 42500 euros actuels) par an à l'acquisition de manuscrits entre 1788 et 1828. Pourtant ses émoluments sont au mieux de 15 000 francs (soit 74500 euros actuels) par an lorsqu'il est Tribun, et dans un repère moindre de 3 000 francs (soit 16600 euros actuels) lorsqu'il est professeur de droit à l'Université de Bruxelles. La question sur l'origine des fonds ou la fortune de Van Hulthem se pose. L'héritage financier de 279 400 francs (soit 1781800 euros actuels) qu'il laisse à ses héritier indique qu'à sa mort, Charles Van Hulthem possède encore une fortune considérable.
À sa mort, sa collection comprend des manuscrits anciens, dont un recueil de textes littéraires en langue néerlandaise, acquis par lui en 1811, et qu'il est convenu depuis d'appeler le manuscrit Van Hulthem. Sa collection comporte également 189 incunables, des ouvrages du XVe siècle provenant de toute l'Europe. Au total, sa bibliothèque est composée d'un millier de manuscrits et d'environ 30 000 imprimés, Fernand Leleux revoit le nombre à 76 044 volumes en 1965.

### Particularité et postérité
Une des particularités de la bibliothèque est qu'elle n'est pas classée et que les livres sont stockés dans des caisses ou empilés dans un grand salon et les quatorze chambres de l'appartement,. L'absence de catalogue ou d'inventaire a d'importantes conséquences lorsque son appartement est occupé durant la révolution belge, puisqu'il est impossible de déterminer la quantité et la qualité des manuscrits perdus à cette occasion. Après cet événement, il commence une ébauche de classement en se concentrant sur une première chambre, mais ce travail reste inachevé à sa mort.

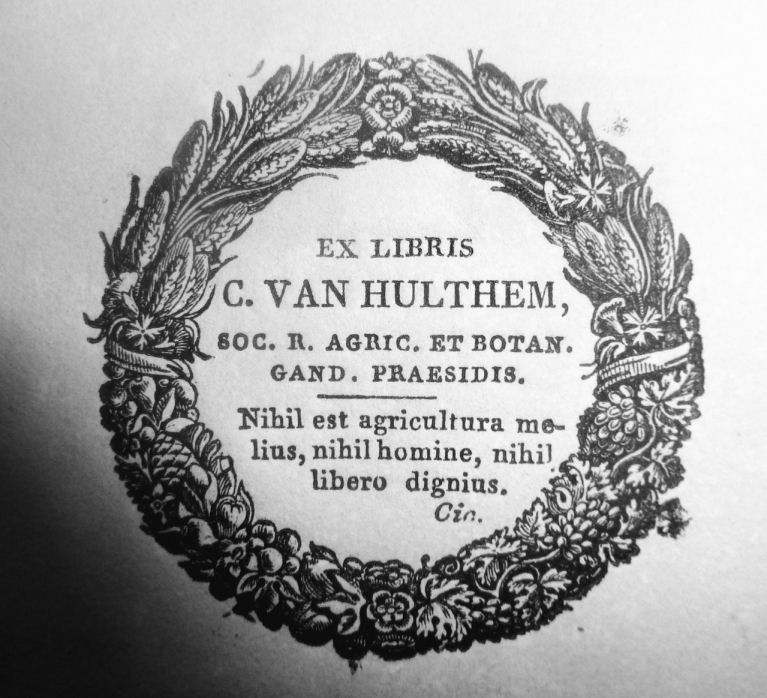
Ex-libris de Charles Van Hulthem qu'il appose dans ses livres. La citation est de Cicéron et signifie Rien dans l'agriculture n'est meilleur, aucun être humain, rien n'est plus digne de liberté..

De plus, il n'hésite pas à annoter les pages de garde et marque ses livres d'un ex-libris. Il en fait graver cinq, souhaitant faire perdurer une tradition qu'il aime,. Ses notes sont un précieux témoignage de l'époque et permettent de mieux comprendre sa démarche de collectionneur.
Néanmoins, cette manie d'annoter les livres est raillée par certains de ses contemporains, notamment Félix-Victor Goethals. Celui-ci considère d'ailleurs que la démarche de Charles Van Hulthem se rapproche de la bibliomanie, estimant qu'« il gaspillait sa fortune en vaine bibliomanie : tantôt il voulait un exemplaire parce qu’il portait la signature d’un savant quelquefois oublié, ou des armoiries royales, d’autrefois il achetait à cause de la reliure qui était d’un relieur renommé ». La démarche de Van Hulthem est néanmoins raisonnée et « a rendu de nombreux services à la communauté scientifique depuis la création de la Bibliothèque royale de Belgique ».
À la mort de Charles Van Hulthem, ses héritiers décident de se défaire de la bibliothèque en vente publique. Auguste Voisin, bibliothécaire de l'université de Gand, est alors chargé de l'inventaire. Finalement, la bibliothèque est acquise par le gouvernement le 2 août 1836, pour la somme de 315 000 francs (soit 2352000 euros actuels) pour former ce qui deviendra la Bibliothèque royale de Belgique,,. Dans Charles van Hulthem (1764-1832), Fernand Leleux note que la correspondance personnelle de Charles van Hulthem reste introuvable, et suppose qu'elle a disparu lors des évènements de 1830. En complément de cette somme, Auguste Voisin fait confectionner pour 6 000 francs (soit 38300 euros actuels) un rayonnage consacré à ce fonds, tandis que les frais d'impression du catalogue et le transport à Bruxelles coûte 35 000 francs (soit 223200 euros actuels).

## Distinctions et hommages

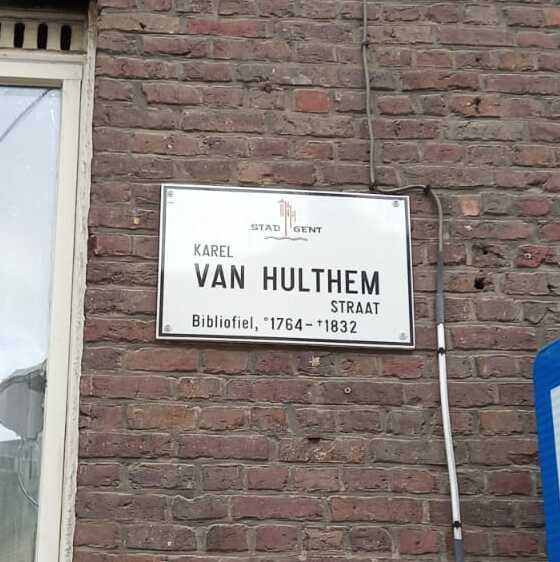
Rue Karel Van Hulthem à Gand.

- 1803 :  Chevalier de la Légion d'honneur[112],[121]
- 1815 :  Chevalier de l'ordre du Lion néerlandais (à l'époque ordre du lion de Belgique)[131].
- 1825 : Nom de plante, Hulthemia, donné par le botaniste Barthélemy Dumortier[100].

Une rue porte son nom à Gand.

## Mémoire de Fernand Leleux
Outre les sources datant du XIXe siècle, Charles Van Hulthem n'a fait l'objet que d'études fragmentaires sans biographie jusqu'à la soumission du mémoire de Fernand Leleux en 1965. Les rapporteurs soulignent la quantité de documents analysés pour ce mémoire ainsi que des archives jusqu'alors inexploitées. La qualité de la présentation méthodique, appuyée sur une documentation abondante est notée.
Cependant, les rapporteurs soulignent également un traitement parfois trop peu critique vis-à-vis de ces sources et des propos dithyrambiques à l'égard de Charles Van Hulthem. Léopold Genicot s'étonne notamment que :

« Van Hulthem soit presque constamment chargé de fonctions politiques sans le désirer, toujours du côté du pouvoir établi […]. On s'inquiète de le voir occuper tant de cumuls. On se demande s'il n'a pas réellement fait peu dans pas mal des charges qu'il a assumées. »